# Farouk Miya
Farouk Miya (Bulo, 26 november 1997) is een Oegandees voetballer die als offensieve middenvelder speelt. In augustus 2019 maakte hij de overstap van HNK Gorica naar Konyaspor. In 2014 debuteerde hij voor Oeganda.

## Clubcarrière
Miya debuteerde in 2013 voor Vipers SC. In januari 2016 maakte Standard Luik bekend dat het de aanvallende middenvelder tot het einde van het seizoen huurde. Daarna nam Standard hem definitief over voor 400.000 euro. In januari 2017 leende Standard hem op de laatste dag van de wintertransfermercato voor de rest van het seizoen uit aan Royal Excel Moeskroen. Er was geen aankoopoptie opgenomen in het huurcontract, waardoor Miya op het einde van het seizoen terugkeerde naar Standard. De Oegandees kreeg in de zomer van 2016 een basisplaats in de Belgische Supercup 2016, maar verder kreeg hij nauwelijks speelminuten van trainers Yannick Ferrera en Aleksandar Janković. Toen ook trainer Ricardo Sá Pinto zo goed als geen gebruik van hem maakte, besloot Standard hem voor de rest van het seizoen uit te lenen aan de Kazachse eersteklasser Səbail FK.
Na afloop van zijn tweede uitleenbeurt liet Standard de toen 20-jarige Miya op definitieve basis vertrekken naar HNK Gorica. Een jaar later legde de Turkse eersteklasser Konyaspor anderhalf miljoen euro op tafel voor de middenvelder.

## Interlandcarrière
Miya debuteerde in 2014 voor Oeganda. Hij maakte per januari 2016 reeds dertien doelpunten in vierentwintig interlands. Hij is tevens aanvoerder van zijn land. Op 4 september 2016 maakte hij het enige doelpunt in de wedstrijd tegen Comoren waardoor Oeganda zich voor het eerst sinds 1978 weer verzekerde van kwalificatie voor het Afrikaans kampioenschap. Miya speelde in alle drie de groepswedstrijden mee en scoorde tegen Mali het enige doelpunt van Oeganda tijdens het toernooi.

## Erelijst
Vipers SC
| Nationaal         |    |      |
| FUFA Super League | 1x | 2015 |

 Standard Luik
| Nationaal        |    |      |
| Beker van België | 1x | 2016 |